# Dolní Dolce
Dolní Dolce (německy  Niederdolzen) je osada, část města Jaroměř v okrese Náchod. Nachází se asi 2 km na jihozápad od Jaroměře. V roce 2009 zde byly evidovány tři adresy. V roce 2001 zde trvale žilo 6 obyvatel.
Dolní Dolce leží v katastrálním území Jaroměř o výměře 11,83 km2.

## Fotogalerie

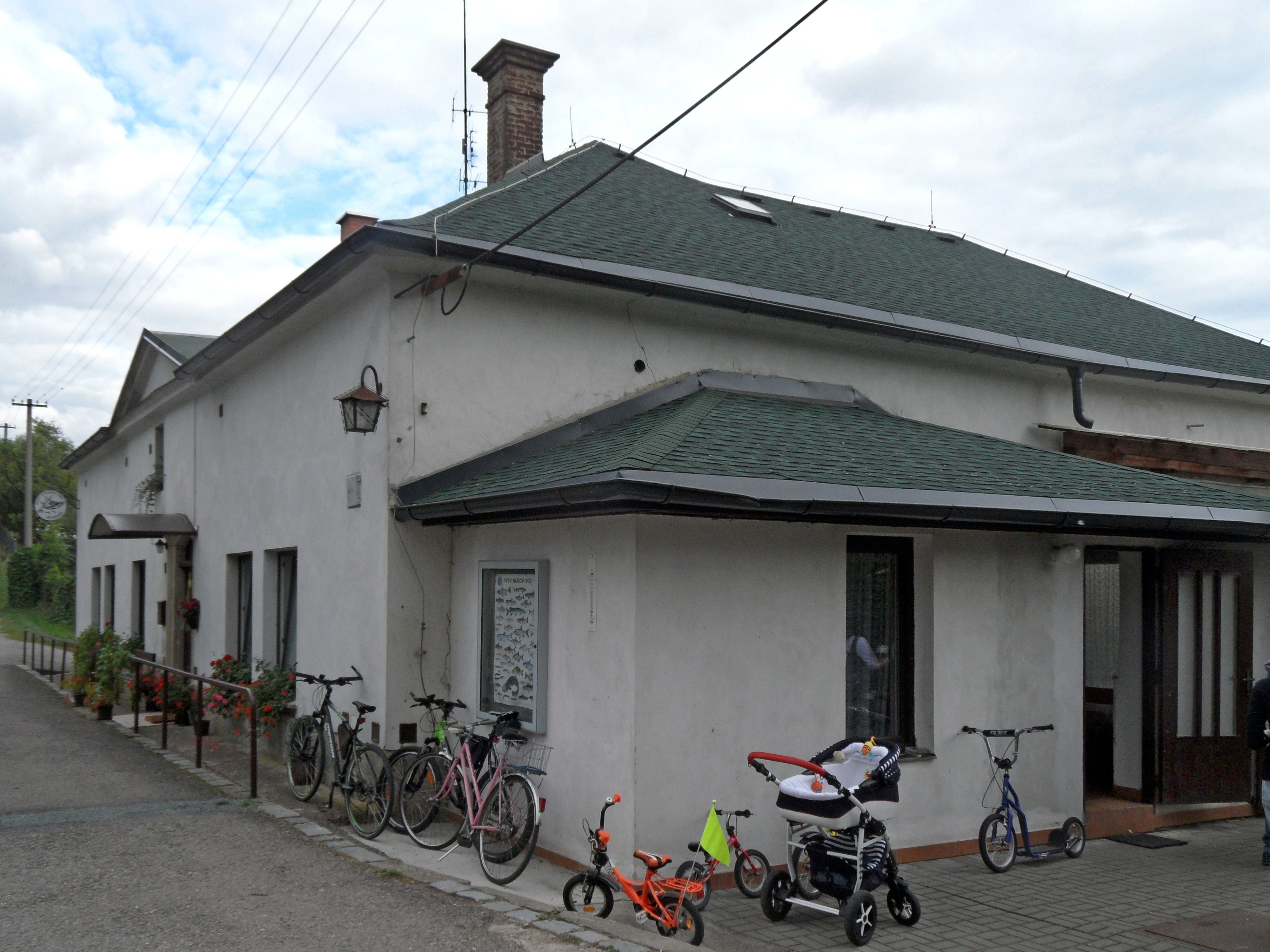
Český rybářský svaz
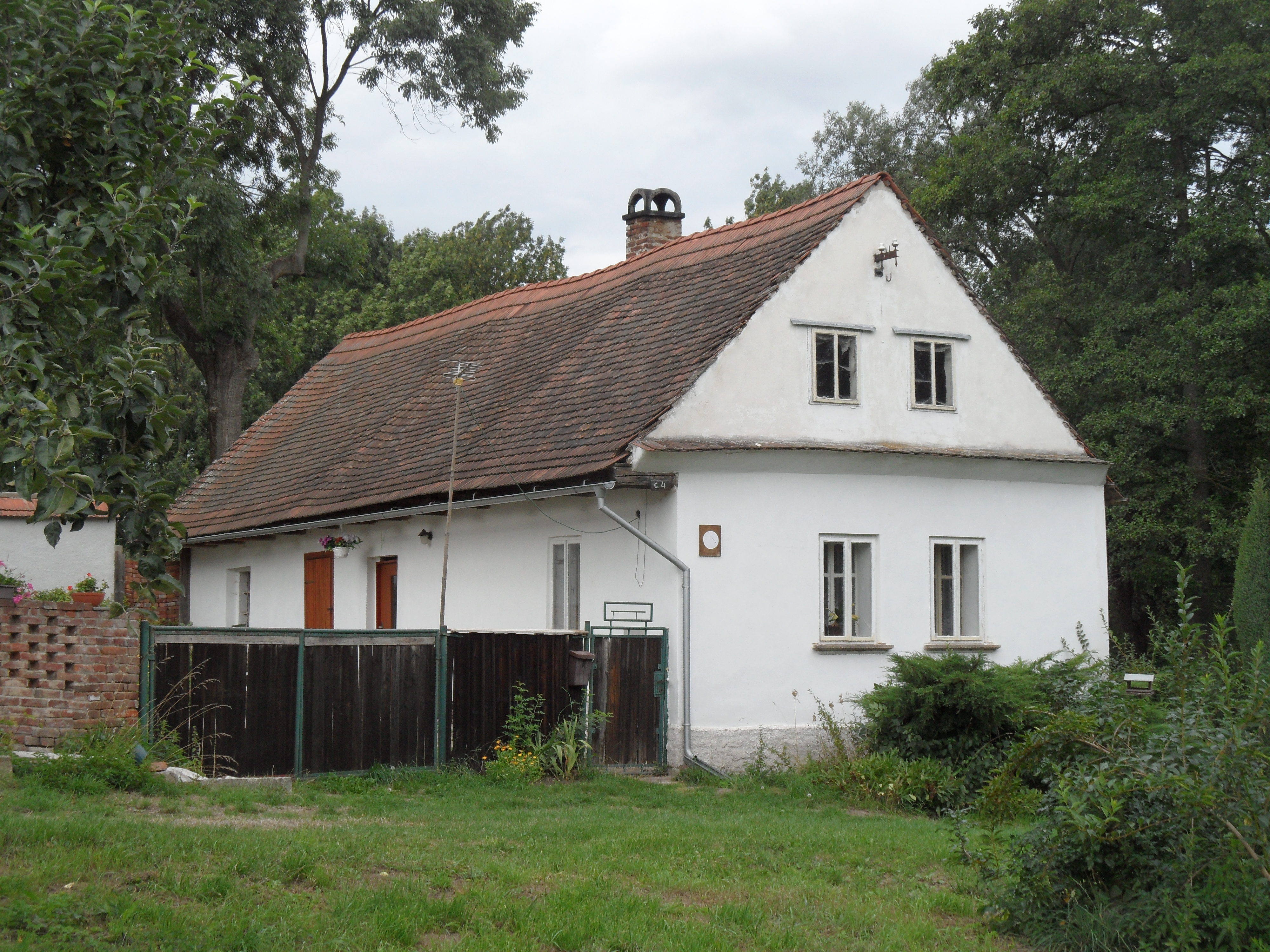
Venkovské stavení
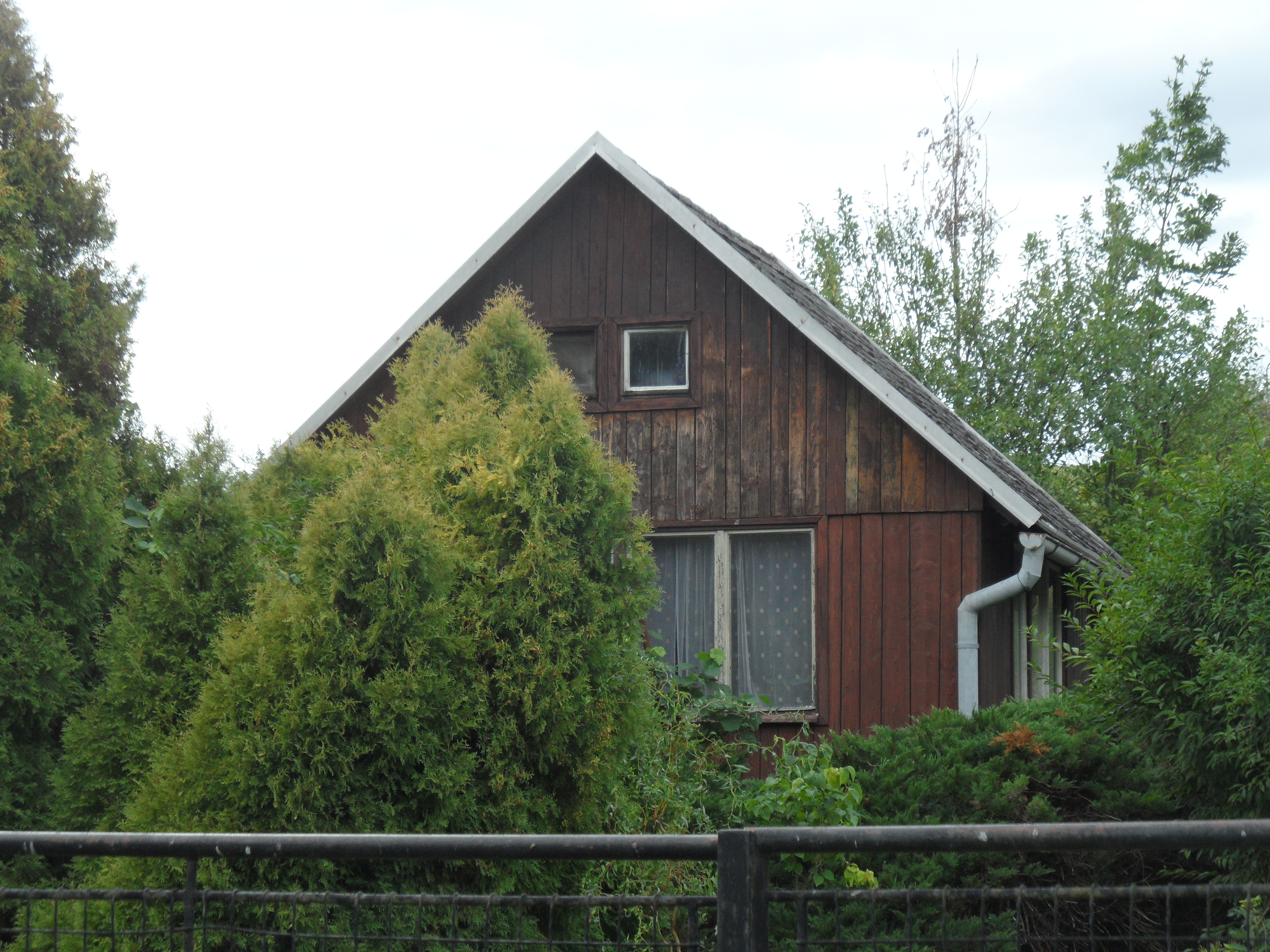
Dům v zahradě
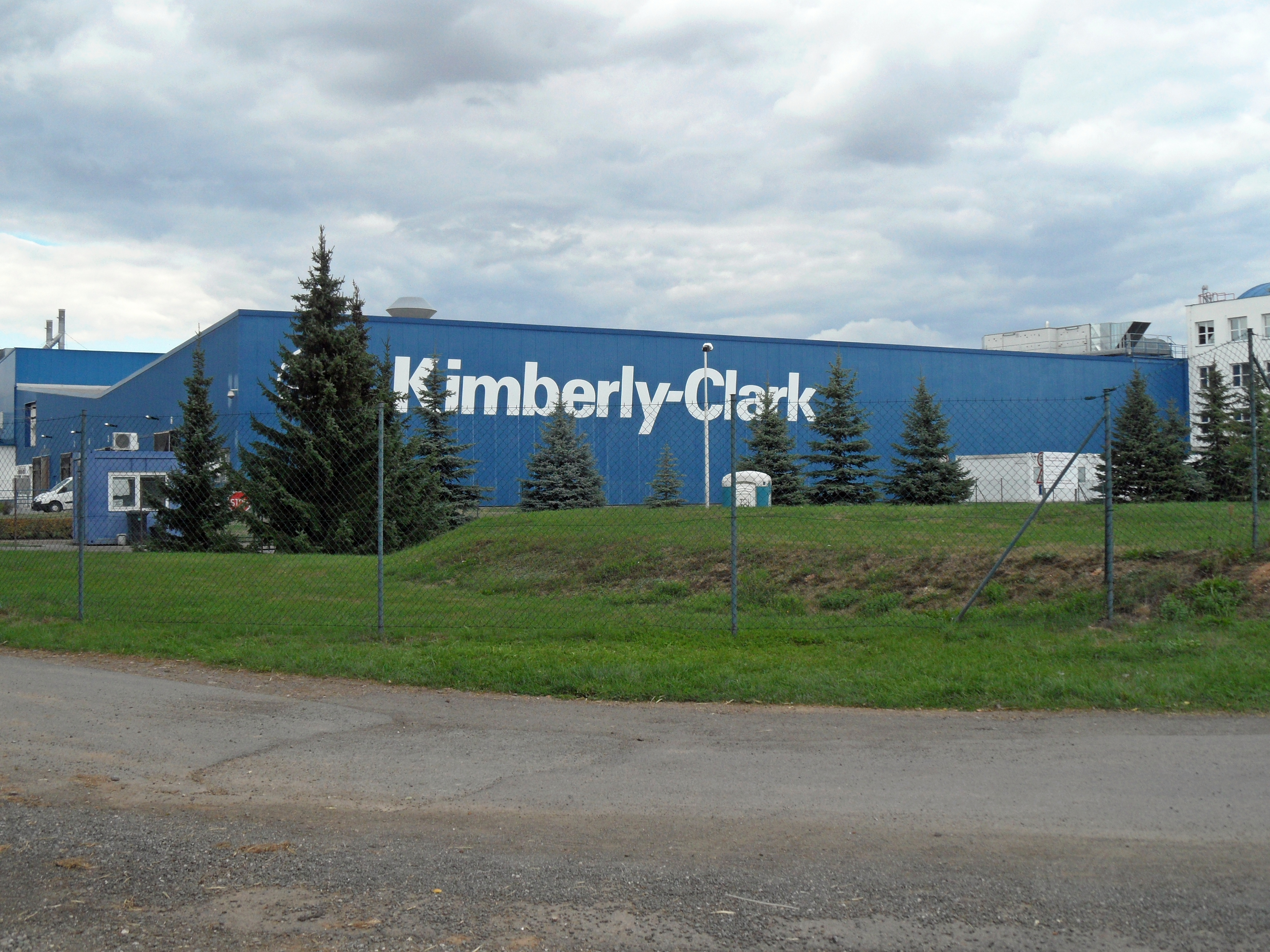
Areál Kimberly-Clark u obce